# Gabriel Chang Bong-hun
Gabriel Chang Bong-hun (ur. 4 sierpnia 1947 w Umsong-gun) –  koreański duchowny rzymskokatolicki, biskup Cheongju w latach 1999–2022.
W latach 2014-2020 był wiceprzewodniczącym Konferencji Episkopatu Korei.